# 데이르에조르주
데이르에조르주(아랍어: مُحافظة دير الزور)는 시리아를 구성하는 14개 주 가운데 하나로, 주도는 데이르에조르이며 면적은 33,060km2, 인구는 1,094,000명(2007년 기준)이다. 시리아 동부에 위치하고 있고 북동쪽으로는 하사카주, 북서쪽으로는 락까주, 남서쪽으로는 홈스주와 인접해 있으며 동쪽과 남동쪽으로는 이라크와 인접해 있다. 주 북서쪽에서 남동쪽까지는 유프라테스강이 흐른다.